# Johannes Petrus Maas
Johannes Petrus Maas ('s-Hertogenbosch, 22 januari 1861 – Haarlem, 3 februari 1941) was een Nederlands beeldhouwer.

## Leven en werk
Maas genoot zijn opleiding aan de Koninklijke School voor Nuttige en Beeldende Kunsten in Den Bosch, waar hij les kreeg van Jan Stracké en Arnold van Asseldonk. Hij ging daarna in de leer bij Martin Lieven Venneman en werkte enige tijd op de ateliers van Van Asseldonk en de gebroeders De Kort in Vught.
In 1882 verhuisde Maas naar Haarlem, waar hij voor Frans Stracké ging werken. Later begon hij zijn eigen atelier aan de Emmastraat 16. Maas maakte onder meer beeldhouwwerk voor de Sint-Bavokathedraal en Heilig Hartkerk in Haarlem. Hij was vooral bekend om zijn heiligenbeelden, maar maakte ook kerkmeubilair zoals het hoogaltaar in de Sint-Martinuskerk in 't Veld.
Maas overleed in 1941 en werd opgevolgd door zijn zoon H.A.J. Maas

## Werken (selectie)
- Drie schikgodinnen (1893) voor het fronton van een mausoleum op de begraafplaats in Schoten
- Buste van mgr. Caspar Bottemanne (1896)
- Altaren (1902-1903) voor de Sint-Agathakerk (Lisse)
- Heilig Hartbeeld (1920) op de Begijnhof (Amsterdam)
- Grafmonument van Thérèse Schwartze (1922) naar een ontwerp van Georgine Schwartze
- Standbeeld van Peerke Donders (1926) in het Wilhelminapark (Tilburg)
- Heilig Hartreliëf (1934) aan de gevel van de Sint-Martinuskerk (Arnhem)
- Beeld van Jozef en Jezus in de Nicolaaskerk in Amsterdam. Voor dit beeld hebben de (kerk)schilder Frans Loots en zijn zoontje Han model gestaan. Zij waren buren in de Emmastraat in Haarlem.

## Afbeeldingen

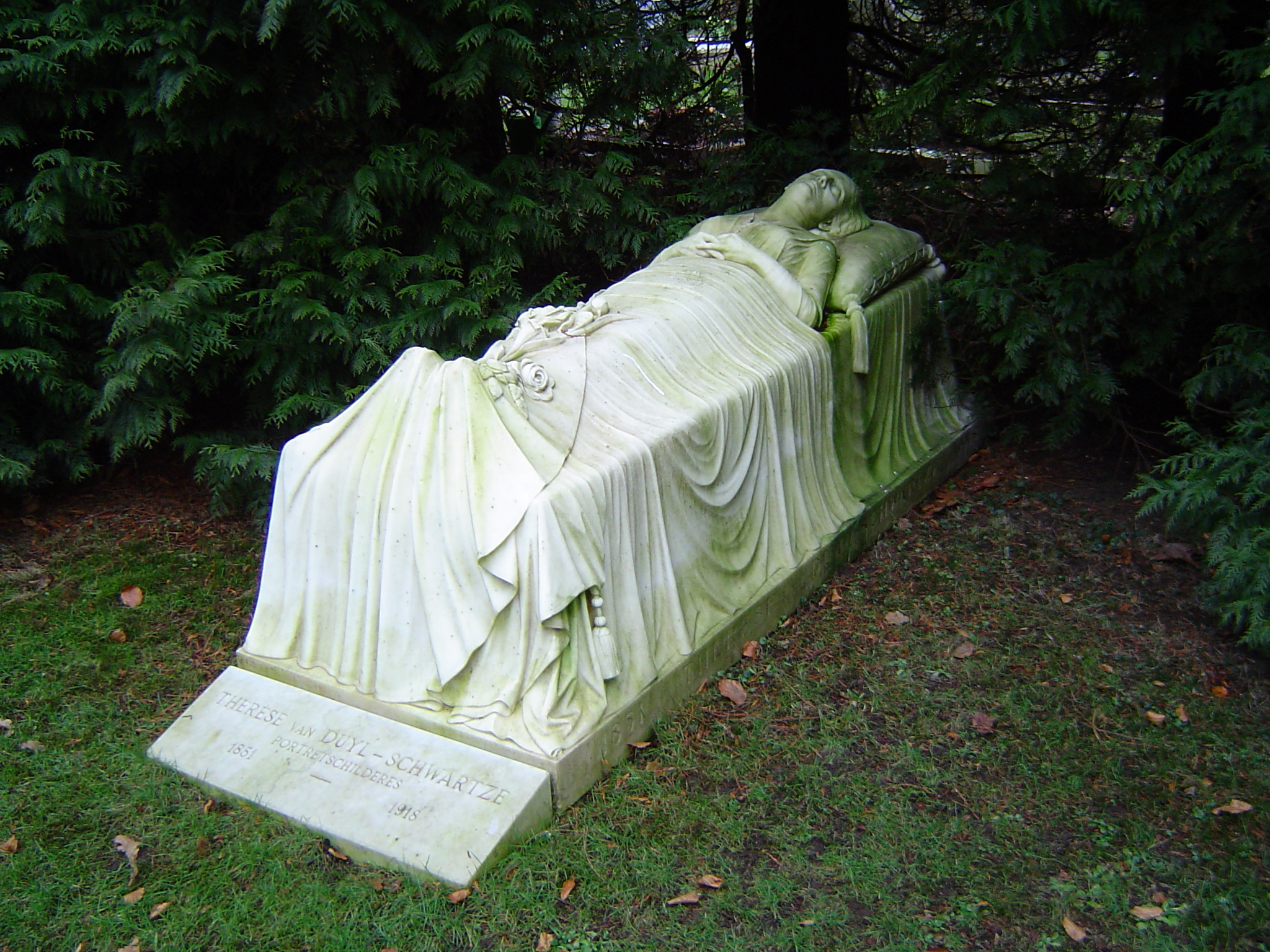
grafmonument van Thérèse Schwartze
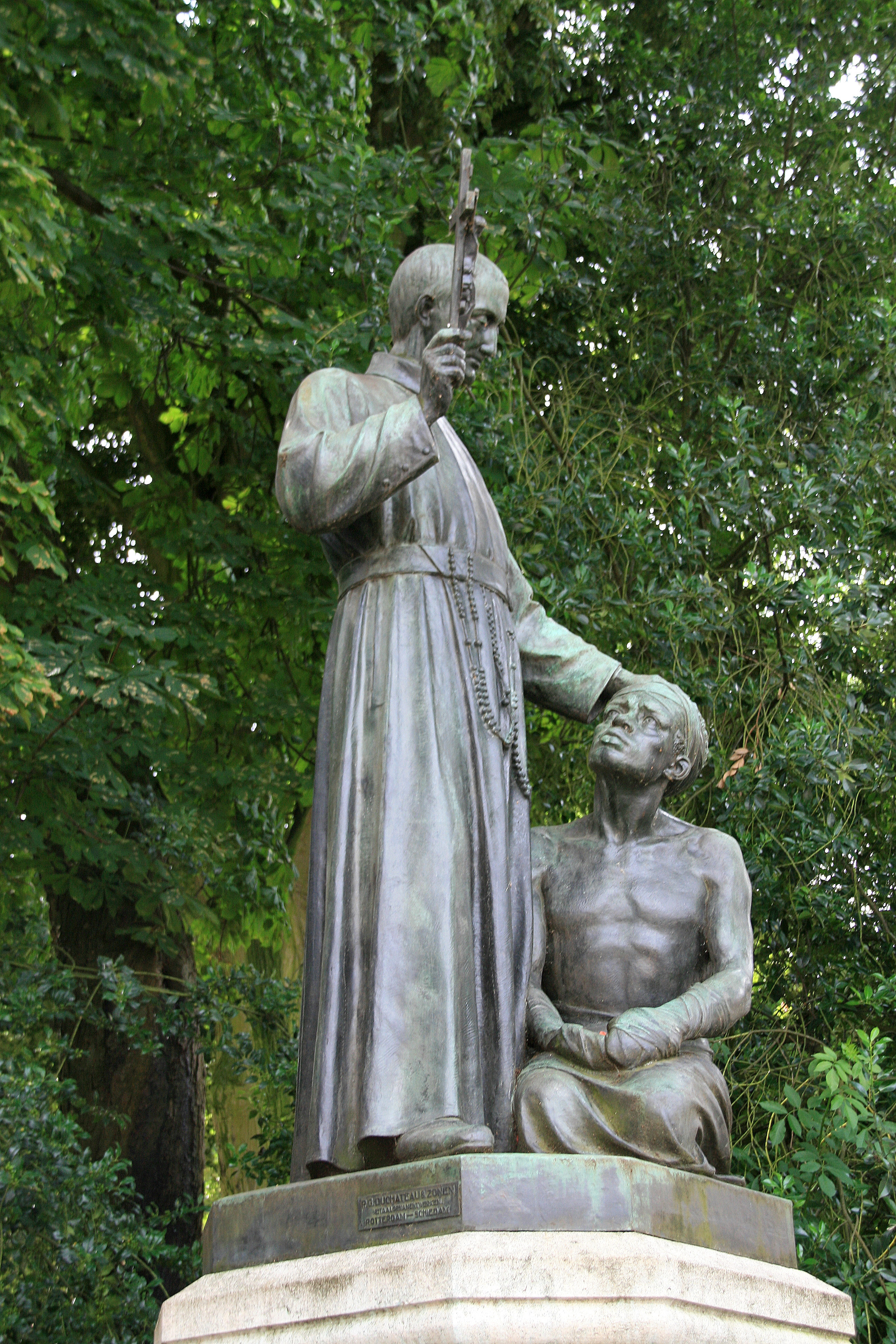
standbeeld van Peerke Donders
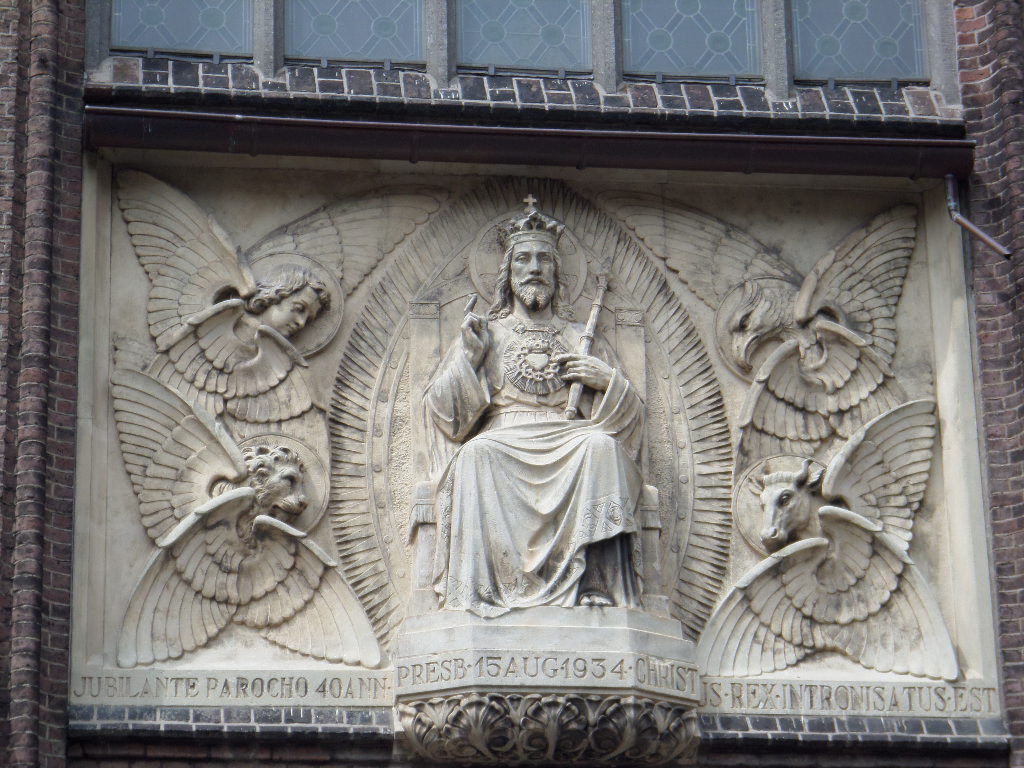
Heilig Hartreliëf

- Biografisch Portaal: 76625253
- International Standard Name Identifier: 0000 0003 7366 5620
- Nederlandse Thesaurus van Auteursnamen: 170602893
- RKD-Nederlands Instituut voor Kunstgeschiedenis: 89033
- Système universitaire de documentation: 118731211
- Union List of Artist Names: 500197454
- Virtual International Authority File: 2371162062754351650009
- WorldCat: E39PBJrwX4t79CQMjC9QfDcQMP